# Харьковский национальный технический университет сельского хозяйства имени Петра Василенко
Харьковский национальный технический университет сельского хозяйства имени Петра Василенка (укр. Харківський національний технічний університет сільського господарства імені Петра Василенка) — бывшее украинское высшее учебное заведение 4-го уровня аккредитации, расположенное в городе Харьков. Прекратил существование в 2021 году, войдя в состав новосозданного Государственного биотехнологического университета.

## История
В 1930 году, в период сплошной механизации сельского хозяйства Постановлением ЦИК и РНК СССР № 40-237 создан Харьковский институт механизации и электрификации сельского хозяйства (ХИМЭСХ).
В 1947 г. было открыто заочное отделение при факультете механизации сельского хозяйства ХИМЭСХ, а в 1948 г. — факультет электрификации сельского хозяйства. Единственный на Украине факультет технического сервиса создан в декабре 1991 года. В 1993 году основан факультет переработки и хранения сельскохозяйственной продукции.
В 1994 г. — Постановлением Кабинета Министров Украины № 244 от 20 апреля на базе ХИМЭСХ создан Харьковский государственный технический университет сельского хозяйства.
В марте 1995 года Верховная Рада Украины внесла университет в перечень объектов, которые не подлежат приватизации в связи с общегосударственным значением.
В апреле 1997 года создан факультет менеджмента для подготовки менеджеров-экономистов в инженерной сфере.
Учитывая общегосударственное и международное признание результатов деятельности и весомый вклад в развитие национального образования и науки Кабмин Украины 12 мая 2004 г. распоряжением № 291-р присвоил университету имя выдающегося ученого в отрасли земледельческой механики, академика Петра Мефодиевича Василенко, а 20 октября 2004 г. Указом Президента Украины университету присвоено статус национального.
В ноябре 2012 года Кабинет министров Украины принял решение о объединении Харьковского национального технического университета сельского хозяйства, Харьковского национального аграрного университета им. В. В. Докучаева и Харьковской государственной зооветеринарной академии в единое высшее учебное заведение (в июне 2014 года распоряжение было отменено).
4 февраля 2015 года Кабинет министров Украины передал университет из сферы управления министерства аграрной политики и продовольствия Украины в ведение министерства образования и науки Украины.

## Кампуса и корпуса
- Главный корпус Харьковского национального технического университета сельского хозяйства имени Петра Василенко расположенного по ул. Алчевских, в трёхэтажном здании, которое построено по проекту академика архитектуры Алексея Николаевича Бекетова в 1914—1916 годах для Коммерческого института.

В 1917—1919 гг. в корпусе учился будущий Нобелевский лауреат Семен Кузнец (Саймон Смит)
Это здание является исторической архитектурной достопримечательностью города (охр. № 177), общая площадь которой составляет 8661,9 м2 .
В этом корпусе в настоящий момент размещается ректорат и все административно-хозяйственные структурные подразделения (отдел кадров, бухгалтерия, хозяйственная часть, учебно-воспитательный отдел, актовая и читальная залы, научная часть, аспирантура), приёмная комиссия, учебно-научный институт бизнеса и менеджмента с подчиненными ему кафедрами, Немецкий Центр (Deutsches Zentrum), как культурно просветительское учреждение немецкой диаспоры в Харьковской области.
- Учебно-научный институт механотроники и систем менеджмента расположен по проспекту Московский, 45 (прежняя Старо-Московская улица).

Именно из этого дома, который был построен по проекту архитектора К. О. Толкунова в 1877 г. для Реального училища в оригинальных формах, которые напоминают романо-готические здания, фактически и начал в 1930 г. свою славную историю ХИМЭСХ. Это трехэтажное здание является достопримечательностью архитектуры города (охр. № 357), общая площадь которой составляет 7909,7 м2.
В этом корпусе расположены кафедры ННИ механотроники и систем менеджмента, учебно-научный институт дистанционного и заочного обучения, научная библиотека университета и проч.
- Учебно-научный институт технического сервиса расположен по адресу Московский проспект, 45, в так называемом лабораторном корпусе. Это четырёхэтажное здание прежнего культового назначения (Вознесенская церковь), построенное в конце ХІХ столетия, общая площадь которого составляет 3466,6 м². В корпусе размещены, которые подчинены институту кафедры.
- Учебно-научный институт энергетики и компьютерных технологий расположен по ул. Энгельса, 19 (прежняя Рождественская улица) в четырёхэтажном доме, который был построен в начале XX столетия по проекту архитектора О. И. Ржепишевского в стиле модерн, что было созвучным деловым ритмам города того времени. Общая площадь корпуса составляет 3529,4 м2, он является достопримечательностью архитектуры города (охр. № 378). В корпусе размещены, которые подчинены институту кафедры.
- Учебно-научный институт перерабатывающих и пищевых производств расположен по ул. Мироносицкая, 92 (прежняя ул. Дзержинского) в монументальном трёхэтажном доме, построенном по проекту академика архитектуры О. М. Бекетова в 1913—1914 гг. в стиле неоклассицизма, общая площадь составляет 6755,5 м², является достопримечательностью архитектуры города (охр. № 142).
- В этом корпусе расположены: деканат по работе с иностранными гражданами и кафедры, которые подчинены учебно-научному институту.
- С 2002 г. начат учебный процесс в корпусе по проспекту Юбилейному, 65 Г. Это современное пятиэтажное здание, общая площадь которого составляет 4052,2 м², расположено в новом районе города — Салтовском жилищном массиве. В этом корпусе расположены учебно-научный институт последипломного образования, научно-исследовательский технологический институт и некоторые специализированы кафедры двух институтов.

Также располагается факультет Технологических Систем и Логистики.
Харьковский национальный технический университет сельского хозяйства им. П. Василенко имеет 5 упорядоченных общежитий общей площадью 30062,8 м2. По результатам республиканского конкурса-обзора среди ВУЗов Министерства аграрной политики и продовольствия Украины из комплекса показателей, которые характеризуют бытовые условия, воспитательную работу, состояние общежитий, студгородок университета в течение последних лет занимает 1 место. У университета есть возможность предоставить места для проживания в общежитиях всем желающим студентам.

## Институты и факультеты
В состав университета входят 7 учебно-научных институтов (УНИ). Институты осуществляют подготовку по 16 специальностям. УНИ технического сервиса, УНИ перерабатывающих и пищевых производств и УНИ Технологических Систем и Логистики — единственные в Украине. Во всех учебно-научных институтах осуществляется подготовка специалистов по образовательно-квалификационным уровням «бакалавр», «специалист», «магистр». В университете работает аспирантура и докторантура по восьми специальностям. Во время учёбы студенты имеют возможность получить несколько рабочих профессий, углублено выучить иностранный язык и получить военную специальность по программе подготовки офицеров запаса Вооруженных сил Украины на контрактной основе.

### Учебно-научный институт механотроники и систем менеджмента (УНИ МСМ)
(основано на базе механико-технологического факультета) — ровесник университета, именно он был базой создания других факультетов.
С 2016 года институт возглавляет профессор, доктор технических наук Власовец Виталий Михайлович.
В состав института входят семь кафедр: сельскохозяйственных машин; тракторов и автомобилей; оптимизации технологических систем им. Т. П. Евсюкова; безопасности жизнедеятельности и права; агротехнологий и экологии; физической культуры и спорта; мехатроники и деталей машин, две научно-исследовательских лаборатории, а также Учебный центр сельскохозяйственной техники и Центр сертификационных испытаний мобильной и сельскохозяйственной техники. На территории института расположена научная библиотека университета, книжный фонд которой составляет свыше 400 тысяч экземпляров.
В институте учится 750 студентов. Во время учёбы студенты имеют возможность получить удостоверение тракториста-машиниста и водителя автомобиля.
В институте работают 2 академика, 6 профессоров, 29 доцентов. Среди них такие известны ученые: академики — П. М. Заика, А.Т Лебедев; профессора — И. В. Морозов, Ю. И. Ковтун, М. Г. Сандомирский, Ю. А. Манчинский, В. И. Пастухов и другие.
УНИ МСМ имеет учебно-опытное поле, учебный полигон и филиал в опытном хозяйстве «Кутузовка» НААН Украины.
Институт готовит бакалавром по направлению подготовки: Процессы, машины и оборудования агропромышленного производства
Институт готовит специалистов по таким специальностям и специализациям:
- механизация сельского хозяйства:

- механизация растениеводства;
- механизация животноводства;
- государственный технический осмотр;
- инженерный менеджмент;
- охрана труда;

- качество, стандартизация и сертификация.

В учебном процессе широко используются компьютерные технологии.
По окончании университета выпускники одновременно с дипломом получают удостоверение предпринимателя, который дает право на открытие собственного дела по специальности.
Студенты УНИ МСМ могут проходить учебную практику на фермерских хозяйствах Великобритании, Дании, Германии, Франции, Польши, Швейцарии и Нидерландов.
Сайт: http://mtf-khntusg.at.ua

### Учебно-научный институт энергетики и компьютерных технологий (УНИ ЭКТ)
Основан на базе факультета энергетики и компьютерных технологий в 2009 году. Первым деканом был выдающийся ученый, физик, доктор физико-математических наук Валериан Иванович Старцев, а с 2010 года институт возглавляет доктор технических наук, профессор Мороз Александр Николаевич.
Институт объединяет пять кафедр: автоматизации электромеханических систем, автоматизации и компьютерно-интегрированных технологий, технотроники и теоретической электротехники, интегрированных электротехнологий и процессов, электроснабжения и энергетического менеджмента.
Институт готовит специалистов по таким специальностям и специализациям:
- энергетика сельскохозяйственного производства:
- автоматизированные электромеханические системы агропромышленного комплекса;
- электроснабжение АПК;
- электрификация и автоматизация технологических процессов хранения и переработки продукции в АПК;
- автоматизированное управление технологическими процессами:
- автоматизированное проектирование электрооборудования и систем управления;
- компьютерные системы управления в АПК;
- энергетический менеджмент;
- компьютерно-интегрированные технологические процессы и производства.

### Учебно-научный институт технического сервиса (УНИ ТС)
создан в 2009 году на базе единственного на Украине факультета технического сервиса. Толчком для основания факультета были те изменения, которые произошли в производственной сфере Украины: создание новых производств по продаже, обслуживанию и ремонту техники, рост технического уровня машин, оснастки их микропроцессорной техникой.
С дня основания факультет, а с 2009 года — учебно-научный институт технического сервиса, возглавляет академик Инженерной академии Украины, профессор Науменко Александр Артемович.
На кафедрах института работают академики, лауреаты Государственной премии Украины А.И Сидашенко и Т. С. Скобло; член-корреспондент НААНУ, доктор с.-г. наук А. К. Тришин; академик ИАУ А. А. Науменко; член.-кор. экологической академии Украины А. В. Нанка, доктора наук В. А. Войтов, В. Г. Кухтов, О. И. Тришевский, А. В. Козаченко, В. Ф. Ужик, П. П. Бадалов и другие.
Сегодня в институте учится свыше 800 студентов.
Институт готовит специалистов по четырём специальностям:
- машины и оборудование сельскохозяйственного производства;
- оборудование лесного комплекса;
- колёсные и гусеничные транспортные средства;
- технология деревообработки;

и по направлению
- транспортные технологии.

Студенты имеют возможность избрать одну из специализаций:
- конструирование машин;
- технический сервис, дилерская деятельность;
- техническая инспекция;
- автомобильное хозяйство;
- архитектура и дизайн деревянного домостроения;
- компьютерно-интегрированные технологии мебельного производства.

### Учебно-научный институт перерабатывающих и пищевых производств (УНИ ППП)
создан в 2009 году на базе факультета переработки и хранения сельскохозяйственной продукции. Основателями факультета были первый декан, в настоящий момент ректор университета, академик, доктор технических наук, профессор Тищенко Леонид Николаевич и доктор технических наук, профессор Богомолов Алексей Васильевич.
С 2007 г. (с 2009 года — УНИ ППП) возглавляет доктор технических наук, профессор Богомолов Алексей Васильевич.
УНИ ППП — единственный на Украине. Он объединяет 6 кафедр и является базой для учебно-научно-производственного комплекса.
Институт готовит специалистов по специальностям: оборудование перерабатывающих и пищевых производств со специализациями:
- информационные системы и управление качеством в перерабатывающей и пищевой отраслях;
- инженерный менеджмент перерабатывающих и пищевых производств;
- технический сервис оборудования перерабатывающих и пищевых производств;
- товароведение, экспертиза, качество, стандартизация и сертификация оборудования перерабатывающих и пищевых производств;
- оборудование ресторанного хозяйства, торговли и бытовой техники;
- машины, дизайн и технологии упаковки;
- промышленный инжиниринг.

технология хранения и переработки зерна со специализациями:
- технология элеваторной промышленности;
- технология мукомельних и крупяных изделий;
- технология комбикормов и премиксов;
- технология хлеба.

В институте учатся свыше 700 студентов. Учебный процесс обеспечивают высококвалифицированные преподаватели. Среди них 15 профессоров (14 докторов наук), 3 академика, 56 доцентов. Учебный процесс организован по кредитно-модульной системе. УНИ ППП имеет соответствующую материально-техническую базу, совершенный лабораторно-производственный комплекс, учебный центр по переподготовки и повышению квалификации кадров АПК, компьютерный центр. За 17 лет УНИ ППП подготовил около 1500 специалистов.

### Учебно-научный институт бизнеса и менеджмента (УНИ БМ)
создан в 2009 году на базе факультета менеджмента.
Первым деканом был профессор Мазнев Григорий Евтеевич, который и сейчас возглавляет институт, он Заслужен работник образования Украины, отличник образования Украины, победитель областного конкурса «Высшая школа Харьковщины — лучшие имена» в номинации «Лучший декан факультета».
В институте учится свыше 600 студентов.
УНИ БМ осуществляет подготовку специалистов по престижным экономическим специальностям и специализациям:
менеджмент организаций:
— менеджмент малого бизнеса;
— менеджмент банковской деятельности;
— менеджмент предприятий АПК.
экономика предприятия:
— экономика аграрных предприятий;
— экономика перерабатывающих и сервисных предприятий;
— экономика предприятий малого бизнеса.
учёт и аудит:
— учёт и аудит в АПК;
— налоговый контроль и аудит;
— учёт и аудит в банках.
В состав УНИ БМ входят шесть кафедр: экономики и маркетинга; учёта и аудита; организации производства, бизнеса и менеджмента; кибернетики; культуры; ЮНЕСКО «Философия человеческого общения», философии и истории Украины.
Пять из шести кафедр возглавляют доктора наук, профессора и академики.
В институте работают 15 профессоров, в том числе известные ученые, доктора наук, профессора: член-корреспондент НААН Украини В. Я. Амбросов, Т. Г. Маренич, В. М. Онегина, И. А. Белебеха, В. С. Басин, В. П. Путятин, Ю. Е. Мегель и другие.

### Учебно-научный институт дистанционного и заочного обучения (УНИ ДЗО)
создан в 2009 году на базе факультета заочного обучения.
Сегодня в УНИ ДЗО ХНТУСХ подготовка специалистов для сельскохозяйственного производства осуществляется по 14 специальностям:
механизация сельского хозяйства;
энергетика сельскохозяйственного производства;
автоматизированное управление технологическими процессами;
машины и оборудование сельскохозяйственного производства;
оборудование перерабатывающих и пищевых производств;
оборудование лесного комплекса;
учёт и аудит;
экономика предприятия;
менеджмент организаций и др.
В настоящий момент в институте учатся свыше 2600 студентов. Из них почти 800 — учится за счет госбюджетного финансирования, а остальные — на договорной основе за счет юридических и физических лиц.
В подготовке специалистов для сельскохозяйственного производства принимают участие все кафедры университета.
На время проведения лабораторно-экзаменационных сессий студенты имеют возможность проживать в общежитиях университета.
За годы существования УНИ ДЗО подготовлено свыше 14000 специалистов для агропромышленного комплекса Украины.

### Учебно-научный институт последипломного образования (УНИ ПО)
был создан 2009 года на базе факультета повышения квалификации.
Для выполнения учебного процесса используются учебные базы 17 кафедр.
По вопросам инновационной деятельности в учебном процессе УНИ ПО работает над разработкой методики проведения тренингов со слушателями по разработанным демонстрационным проектам, составлением бизнес-планов для организации производственных подразделений государственного и частного секторов, разработкой методик организации и проведения занятий в новых условиях производства по вопросам применения высоких технологий выращивания сельскохозяйственных культур, современных технологий обслуживания и ремонта сельскохозяйственной и энергетической техники и тому подобное.
УНИ ПО тесно сотрудничает с районными и областным управлениями агропромышленного развития, с передовыми сельскохозяйственными предприятиями региона.

### Колледж перерабатывающей и пищевой промышленности ХНТУСХ
Размещается по ул. Баррикадной, 51.

### Колледж перерабатывающей и пищевой промышленности
Основан в 1930 году. Как структурное подразделение вошёл в состав университета в 1997 году. Это дало возможность выпускникам техникума-колледжа продлить учёбу по сокращенному сроку обучения в нашем университете и других ВУЗ III—IV уровней аккредитации.
В колледже учится около 1000 студентов на дневной и заочной формах обучения. Учебный процесс обеспечивают 170 преподавателей и сотрудников, из которых: 3 кандидата наук, 6 аспирантов, 3 преподавателя-методиста, 9 старших преподавателей, 23 преподавателя высшей категории, 3 Отличника образования Украины.
Подготовка специалистов осуществляется в тесной связи учёбы с производством. Студенты получают практические навыки в учебно-производственном молочном цехе, лабораториях и мастерских, компьютерных классах с выходом в сеть Internet, на предприятиях пищевой и перерабатывающей промышленности Украины, могут проходить стажировку в аграрном секторе Великобритании.
Учебно-организационные структуры колледжа обеспечивают подготовку специалистов по специальностям:
производство молочных продуктов
производство мясных продуктов
производство хлеба, кондитерских, макаронных изделий и пищеконцентратов
монтаж и обслуживание холодильно-компрессорных машин и установок
эксплуатация и ремонт оборудования пищевых производств
бухгалтерский учёт.
Заочная форма обучения осуществляется как на базе полного общего среднего образования (11 классов), так и на базе общего среднего образования (9 классов).
В колледже функционирует подготовительное отделение, которое действует на протяжении года на базе общего среднего образования и полного общего среднего образования. Срок учёбы составляет 6 месяцев. Выпускные экзамены, которые сдают слушатели курсов, считаются вступительными экзаменами в техникум.
Студенты во время учёбы могут получить и рабочую профессию по специальностям:
— лаборант химико-бактериологического анализа
— сыродел
— пекарь
— слесарь по ремонту технологического оборудования
— монтажник оборудования холодильных установок.

### Волчанский техникум ХНТУСХ
Техникум является высшим учебным заведением I уровня аккредитации. В техникум принимаются выпускники окончившие 9 классов (на базе основного общего образования) и 11классов (на базе полного общего образования).
В техникуме работают два отделения по подготовке младших специалистов: механизации сельского хозяйства и бухгалтерского учёта. Студенты отделения механизации имеют возможность получить специальность техника-механика и дополнительно рабочую профессию тракториста-машиниста и водителя автомобиля категории «В», «С». Студенты отделения бухгалтерского учёта получают специальность бухгалтера, а также рабочую профессию оператора компьютерного набора и водителя автомобиля категории «В».
С 2005 года открыто заочную форму обучения на базе полной общей школы.
Студенты техникума имеют возможность поступать в Харьковский национальный технический университет сельского хозяйства им. Петра Василенко по сокращенному сроку обучения на 3 курс.
Техникум расположен по адресу: г. Волчанск, ул. Ленина, 93 А.

### Научно-исследовательский технологический институт
— институт прикладного характера с научно-практическим направлением — технический сервис сельскохозяйственной техники.
Сферой научных и прикладных заданий, поставленных перед институтом, является обеспечение работоспособности и рабочего состояния парка сельскохозяйственной техники в хозяйствах; продолжение срока службы машин и сохранение парка машин в хозяйствах; обоснование и проведение рациональных способов модернизации сельскохозяйственной техники.
Институт является базой практик студентов инженерных специальностей ХНТУСХ и тесно сотрудничает с кафедрами университета.

### Институт инновационного менеджмента (ИИМ)
создан приказом Министерства аграрной политики от 09.07.2002 г. № 184.
Директор института — кандидат технических наук, профессор Гришин Иван Яковлевич.
В состав института входят:
Методологический центр новаторской деятельности (МЦНД)
Центр информационных технологий (ЦИТ)
Коллектив Института инновационного менеджмента работает над созданием учебников, написанием монографий и статей по вопросам управления новаторской деятельностью (инновационного менеджмента устойчивого развития). Проводится разработка методологической основы технологического кейс-метода.

### Учебный центр по подготовке и переподготовке кадров для АПК
Центр готовит, осуществляет переподготовку и повышает квалификацию кадров АПК:
старших мастеров, мастеров производственных участков по хранению зерна и продуктов его переработки;
техников-лаборантов, лаборантов по определению качества зерна и продуктов его переработки;
начальников охраны предприятий отрасли хлебопродуктов;
специалистов по ремонту весового оборудования;
главных инженеров, инженеров по охране труда, главных энергетиков, механиков и других специалистов по вопросам охраны труда и пожарной безопасности;
специалистов, которые используют в работе компьютерную технику;
начальников, заместителей производственно-технологических лабораторий предприятий отрасли хлебопродуктов;
техников-электриков;
аппаратчиков обрабатывания зерна с правом работы на зерносушилках;
электромонтеров по ремонту и обслуживанию электрооборудования отрасли хлебопродуктов;
водителей пожарных автомобилей;
руководителей и специалистов предприятий по защите хлебопродуктов.
Центр имеет современную учебно-материальную базу: зерновую и электротехническую лаборатории, лабораторию оборудования зернохранилищ; кабинеты новейших технологий хранения зерна, информационных технологий, автоматизации производственных процессов зерносушения, охраны труда.